# Белая авиация
Белая авиация — военно-воздушные формирования Русской армии Белого движения. Защищали воздушное пространство Российского государства в период Гражданской войны с 1918 по 1922 годы. Они включали в себя различные соединения: эскадрильи, дивизионы, эскадры и другие.

## История создания
В числе множества важнейших и сложных задач, которые с первых же дней организации Белого движения встали перед его военно-политическим руководством, было создание воздушного флота. Деятельное участие в его создании приняли и наиболее видные представители авиации старой русской армии: А. А. Казаков, В. М. Ткачев, С. А. Бойно-Родзевич и др.
Военное руководство белых рассматривало авиацию не только как величайшее достижение научно-технического прогресса, а прежде всего как средство решения боевых задач в интересах сухопутных войск. Формирования авиации создавались как военные, ибо Белое движение ставило своей целью решать все вопросы восстановления порядка в стране вооруженным путем. По своим целям и предназначению эта авиация строилась как организация на совершенно иных основах, чем советская авиация. Идейная и социально-политическая ориентация большинства личного состава была сконцентрирована на целях и задачах Белого движения.
На пути создания воздушного флота Белых армий стояли серьезные трудности, и прежде всего технико-экономические, разруха и полнейшая дезорганизация государства. Трудности усугублялись тем, что создавать авиационные части приходилось в условиях начавшейся гражданской войны. В кратчайший срок требовалось создать и организовать новые центральные и местные аппараты воздушного флота, развернуть формирование и комплектование авиационных отрядов, изыскать для них технику и вооружение, наладить боевую подготовку, воинское обучение личного состава. Все эти мероприятия должны были осуществляться одновременно, для соблюдения их очередности и последовательности времени не имелось. Воздушный флот Белых армий создавался в боевой обстановке.
В конце 1919 г. белая авиация насчитывала до 400 самолетов.
Численность боевых сил русской авиации у белого движения на фронтах гражданской войны
| Фронт белого движения    | Командовали авиацией        | Авиаотрядов | Самолётов |
| ------------------------ | --------------------------- | ----------- | --------- |
| Добровольческая армия    | Генерал-майор М. Кравцевич  | 10          | 100-110   |
| Великое войско Донское   | Полковник В. Баранов        | 6           | 45-50     |
| Кубанское казачье войско | Полковник Е. Виташевский    | 2           | 14-16     |
| Южный                    | Генерал-майор И. Кравцевич  | 18          | 150-160   |
| Восточный                | Полковник С. Бойно-Родзевич | 15          | 65        |
| Северо-Западный          | Капитан Б. Сергиевский      | 3           | 10        |
| Северный                 | Полковник А. Казаков        | 2           | 19        |

Соотношение сил авиации на фронтах гражданской войны в 1919-1920 годах
| Фронты          | На какое время | Белая армия | Красная армия |
| --------------- | -------------- | ----------- | ------------- |
| Южный           | октябрь 1919   | 150         | 180           |
| Восточный       | сентябрь 1919  | 58          | 100           |
| Северо-Западный | октябрь 1919   | 12          | 87            |
| Северный        | июнь 1919      | 35          | 40            |
| Южный           | август 1920    | 33          | 45            |